# 渋瀬雅彦
渋瀬 雅彦（しぶせ まさひこ）は、日本の経営学者。経営学博士(法政大学)。横浜商科大学商学部准教授。日本ダイレクトマーケティング学会奨励賞受賞。

## 略歴・人物
市場調査の会社に新卒入社で10年ほど勤務した後、法政大学大学院経営学研究科（法政ビジネススクール）に入学。仕事と勉強を両立させながら、修士課程及び博士後期課程を修了する。大学院を卒業し横浜商科大学商学部に着任。日本大学や江戸川大学の非常勤講師、法政大学イノベーション・マネジメント研究センター客員研究員を務める。
公益財団法人吉田秀雄記念事業財団 の大学院生の部における奨励賞、日本ダイレクトマーケティング学会の奨励賞を受賞。

## 著作等

### 共著
- 『ベーシック経営学 ー学びの扉ー』（ムイスリ出版、2022年）

### 論文
- 『クロスメディア環境下におけるオンラインビデオ広告の効果』（公益財団法人吉田秀雄記念事業財団、平成28年度研究助成（学生の部）研究報告書、2018年）
- 『オンラインビデオ広告の効果を規定する要因 : 完全視聴と広告認知に着目した実証分析』（Direct Marketing Review 19 18-40、2020年）
- 『ソーシャルメディア上で拡散・共有された 広告情報の効果に関する実証研究 ― 一般消費者が拡散・共有した広告情報の受信者側の効果 ―』（日本マーケティング学会 カンファレンス・プロシーディングス 9 368-376、2020年）
- 『クロスメディア環境下における広告コミュニケーション効果』（法政大学博士論文、2021年）など

## 専門分野
- マーケティング
- 消費者行動

## 受賞歴
- 「公益財団法人吉田秀雄記念事業財団 大学院生の部」奨励賞（2017年）
- 「日本ダイレクトマーケティング学会」奨励賞（2020年）